# ハサン山

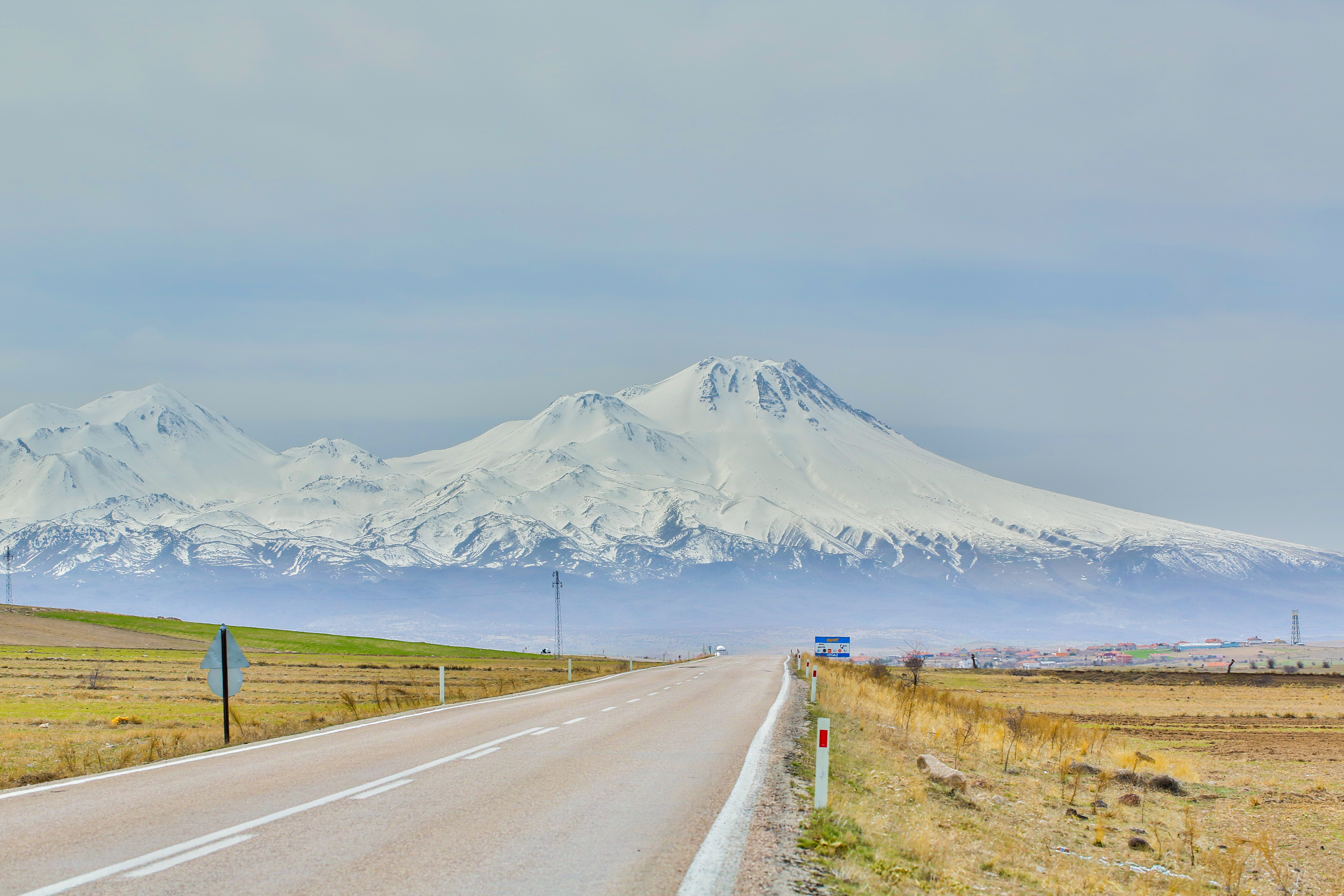
ハサン山の眺め

ハサン山（ハサンさん、トルコ語: Hasan Dağı）、トルコのアナトリア地方にある火山である。標高3,069メートルの東部小ハサン・ダギと標高3,253メートルの大ハサン・ダギの2つの頂を持ち、周囲の地形から約1キロメートル高くそびえる。いくつかのカルデラを含む様々な火山堆積物からなり、その活動はこの地域に存在するいくつかの断層と地域テクトニクスに関連している。
活動は中新世に始まり、完新世まで続いた。チャタル・ヒュユクの考古学遺跡で発見された壁画は、火山の噴火、あるいは原始的な地図を示していると解釈され、論争を呼んでいる。アラブ・ビザンチン戦争中、ビザンツ帝国の首都コンスタンチノープルへの侵入を知らせるために使われた「ビザンチン烽火システム」（Byzantine beacon system）では、南から2番目の山である。

## 参照項目
- カッパドキア